# البحث الارشادي والدالة الارشادية
البحث الارشادي والدالة الارشادية، (بالإنجليزية: Heuristic Search & Heuristic Function) يتميز هذا النوع من طرائق البحث بتحديد مسار الحل وتوجيهه نحو جزء معين في شجرة فضاء البحث، أي أن البحث سيكون في جزء معين من شجرة البحث ولن يكون في مجمل شجرة فضاء البحث. وذلك سيؤدي بالتأكيد إلى تفليص مساحة سجرة فضاء البحث مهذا سيؤدي إلى سرعة العثور على حالة الهدف بأقل عدد من المستويات levels. وعلى العموم فأن مشاكل الذكاء الاصطناعي تحتاج هذا النوع من البحث في حالتين علاوة على ما تقدم ذكره وهما:
1. أن لا نملك حلاً محدداً للمشكلة بسبب حالات الغموض المتأصلة في بيان المشكلة أو توفر بياناتها. وكمثال حي على ذلك مشكلة التشخيص الطبي، فهناك مجموعة من الاعراض الناتجة من جملة من الاماراض ولابد للطبيب المعالج ان يختار اتجاهاً معيناً يسير فيه نحو تشخسص المرض.
2. هناك حال للمشكلة، ولكن من شبه المستحيل حساب كلفته وايجاده لضخامة احتمالات المشكلة. ويمكن اعتماد لعبة الشطرنج كمثال حي على هذه النقطة.

## لمحة عامة

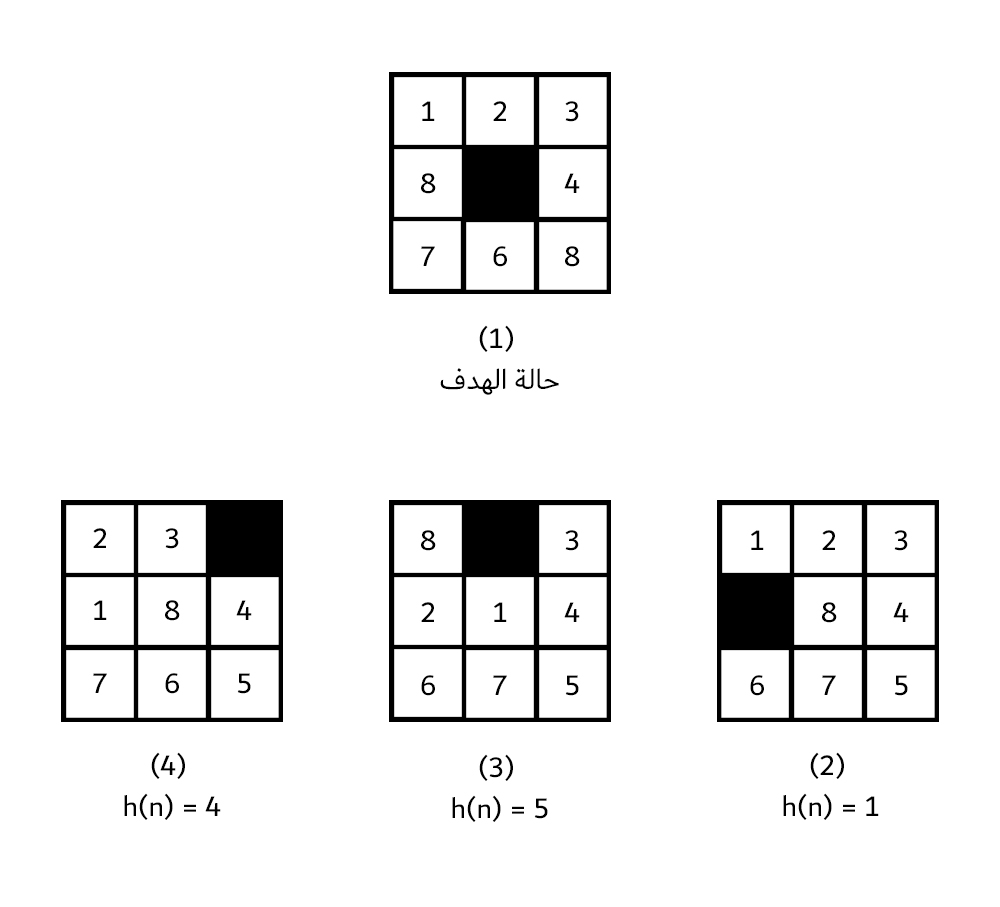
أمثلة لقيم دالة الارشاد للعبة 8-ألغاز

ومن الجدير بالذكر هنا، ان البحث الارشادي بحث قابل للفشل شأنه شأن أي طريقة بحث. ولكن ما يميزه هو ارشاده للخطوة المقبلة في شجرة فضاء البحث لحل المشكلة، وهذا يعتمد على تجربته وخبرته ولذلك احياناً يسمى حدس الخوارزمية. وهذا الحدس يتم استشعاره من خلال معلومات اضافية تعطى إلى الخوارزمية، ومن خلال هذه المعلومات الاضافية يتم اتخذا القرار بشأن تحديد مسار الحل، وبما أننا نتعلم هنا مع إنظمة رقمية أذن لا بد من أن تكون المعلومة الاضافية معلومة رقمية ولذلك سميت هذه بالدالة الارشادية Heuristic Search.
ويمكن تعريف الدالة الارشادية بأنها دالة رياضية تكون خاصة بالمشاكل المراد أيجاد الحل لها باستخدام طرائق البحث الارشادية، وهذه الدالة تستشعر أو تقيس مدى اقتراب الوضع الحالي للخوارزمية أو الحالة الحالية في شجرة فضاء البحث من خالة الهدف المراد الوصول اليها.
لنعتمد مثلا لعبة 8-ألغاز ان دالة الإرشاد تمثل عدد القطع خارج أماكنها في حالة الهدف، الشكل (1) يمثل حالة الهدف والشكل (2) يمثل حالة عندما تكون قيمة دالة الإرشاد فيها واحد، والشكل (3) يمثل حالة عندما تكون قيمة دالة الإرشاد فيها خمسة، أما الشكل (4) قيمثل حالة عندما تكون قيمة دالة الإرشاد فيها أربعة. هذا وسيعتمد الرمز h(n) رمزاً لدالة الإرشاد للحالة n في شجرة فضاء البحث.

## الاستنتاج
أذن نستنتج مما سبق أن طرائق البحث الارشادية إذا ما اريد لها العمل في حل مشكلة ما في الذكاء الاصطاناعي فلابد من أن تتوفر فيها ما يلي:
1. دالة الإرشاد التي تُعد المقياس التقريبي لمدى الاقتراب كم حالة الهدف لكي تحدد من خلالها مسار الحل في شجرة فضاء البحث.
2. خوارزمية البحث الارشادية وهي الخوارزمية التي تستخدم دالة الإرشاد لأيجاد أفضل مسار لحل المشكلة من خلال سلوك خاص تنفرد به الخوارزيمة عن غيرها.